# Günther I. (Magdeburg)
Günther von Schwalenberg war 1277 bis 1279 Erzbischof von Magdeburg und 1307 bis 15. Mai 1310 Bischof von Paderborn.

## Familie
Günther entstammte dem Geschlecht der Grafen von Schwalenberg, der Vögte des Bistums Paderborn und Gründer der Abtei Marienmünster. Die Familie hatte weitreichenden Einfluss in geistlichen Ämtern Westfalens. Sein Vater war Graf Volkwin IV. von Schwalenberg. Von den elf Kindern Volkwins und dessen Ehefrau Ermengard von Schwarzburg wurden zwei Söhne Bischöfe: Günther und Volkwin (in Minden). Günthers Vetter Widukind von Waldeck war 1265–1269 Bischof von Osnabrück, und sein Neffe Konrad von Sternberg war 1266–1277 Erzbischof von Magdeburg. Auch der überwiegende Teil seiner Schwestern trat in den geistlichen Stand, und drei von ihnen wurden Äbtissinnen: Kunigunde im Kloster Falkenhagen in Lügde, Ermengard im Damenstift Neuenheerse und Mechthild im Kloster Möllenbeck.

## Leben
Seit 1268 war Günther Propst im Dionysiusstift in Enger und ab 1272 Thesaurar in Minden. Auch war er Propst in Goslar. 1268 wurde er bereits Domherr in Magdeburg, wo sein Neffe Konrad seit 1266 Erzbischof war.  Dort wurde er 1272 Domkustos und Thesaurar, 1273 Vicedominus und schließlich Dompropst. Bei der umkämpften Bischofswahl von 1277, nach dem Tod Konrads, gewann er gegen den Domcellerar Bernhard von Wölpe. Eine wichtige Bedingung seiner Amtsübernahme war die Unversehrtheit des Magdeburger Domschatzes.
Zur gleichen Zeit begann im Magdeburger Gebiet wieder das Fehde-Unwesen. Markgraf Otto IV. von Brandenburg wollte seinen Bruder Erich auf den dortigen Erzbischofsstuhl bringen und hatte sich 1277 dazu mit dem Sachsenherzog gegen den Erzbischof-Elekt Günther I. verbündet. Ottos Raubzüge im Erzbistum zogen Kloster und Umland stark in Mitleidenschaft. Bei Aken und in der Schlacht bei Frohse (10. Januar 1278) wurde der Markgraf dann von dem kriegerischen, mit einer starken Streitmacht der Magdeburger Bürger verbündeten Günther geschlagen. Im Zuge der Auseinandersetzungen mit dem Johannischen Zweig Brandenburgs, namentlich mit Markgraf Otto IV. kam es zu fortwährenden, gegenseitigen Heimsuchungen, die im Sommer 1278 unterbrochen wurden, als beide Kontrahenten als Verbündete König Ottokars II. von Böhmen, an der Schlacht bei Dürnkrut, auf dem  Marchfeld gegen den römisch-deutschen König Rudolf I. teilnahmen und mit Ottokar, der fiel, geschlagen wurden. Dezember 1278 flammte der ruhende Konflikt mit Brandenburg wieder auf. Zeitgleich war der Erzbischof als Mitwisser, möglicherweise Auftraggeber an der Gefangennahme des brandenburgisch gesinnten Domherren Heinrich von Gronenberg involviert. Es folgte am 4. Februar 1279 die Exkommunikation des mit dem Gewaltakt in Verbindung gebrachten Stiftsministerial Reinhard von Strahal durch Papst  Nikolaus III. und die Vorladung des Erzbischofs nach Rom. Günther gelang es in seiner Amtszeit nie den Papst zur Approbation, zur Anerkennung zu bewegen  und erkannte in der harten Strafmaßnahme der Kurie im Zusammenhang vorgenannter Entführung, dass dies auch nicht mehr gelingen werde, worauf er im März 1279 resignierte. Ihm folgte Bernhard von Wölpe, der 1282 ebenfalls zurücktrat, nachdem Papst Martin IV. statt seiner doch den Brandenburger Erich zum neuen Erzbischof von Magdeburg ernannte.
1307 wurde Günther Bischof von Paderborn. Nach der Bestätigung durch den Mainzer Metropoliten und die Übertragung der Regalien durch König Heinrich VII. war Günther nun erwählter und bestätigter Bischof von Paderborn. Aber auch in Westfalen erwies er sich als schwacher Regent. Faktisch wurde Dompropst Bernhard zur Lippe Administrator des Bistums. Er war 1308 Bürge des Bischofs und 1309 Vorsitzender des sogenannten Ständigen Rates des Bischofs (Defensor und Tutor der Sicherheit des Bischofs). Günther resignierte 1310. Wahrscheinlich zog er sich in das Kloster seiner Schwester in Marienmünster zurück, in dessen Abteikirche er sehr wahrscheinlich begraben liegt. Sein Todesdatum (1310 oder kurz danach) ist unbekannt. Sein Nachfolger in Paderborn wurde sein Vetter Dietrich von Itter.